# 沃纳·施罗尔
沃纳·施罗尔（德語：Werner Schröer，1918年2月21日—1985年2月10日）是第二次世界大战期间的德国王牌飞行员，与马尔塞尤是同学。他从欧洲战争开始至到1945年5月德国正式投降为止，确定击落了击落了114架敌机。